# Oddłużenie rolnictwa
Oddłużenie rolnictwa – akcja przeprowadzona przez Państwo Polskie w okresie międzywojennym dla  dopomożenia rolnikom zadłużonym, w celu utrzymania  gospodarstw  rolnych i przetrwania skutków kryzysu gospodarczego.

## Regulacje w sprawie oddłużenia rolnictwa
Rozporządzeniem  Prezydenta RP z mocy ustawy z 1935 r. o konwersji i uprządkowania długów rolniczych określono, że długiem rolniczym jest dług w związku z nabyciem, zbyciem i prowadzeniem gospodarstwa rolnego, leśnego lub hodowlanego.
W związku z oddłużeniem gospodarstwa rolne zostały podzielone na trzy kategorie:
- gospodarstwa grupy A były to gospodarstwa o  obszarze nieprzekraczającym 50 ha;
- gospodarstwa grupy B były to gospodarstwa o obszarze powyżej 50 ha lecz nie większe niż 500 ha;
- gospodarstwa grupy C były to gospodarstwa od 500 do 1000 ha.

Do 1 października 1938 r. zawieszono wymagalność wszystkich długów rolniczych powstałych przed 1 czerwca 1932 r. z wyjątkiem:
- długów skarbowych;
- długów samorządowych;
- długów ubezpieczeniowych;
- długów bankowych.

Do dokonania konwersji były uprawnione instytucje kredytu długoterminowego, które na mocy swobodnego uznania udzielały pożyczek w listach zastawnych.

## Przyznawanie ulg rolniczych
Do przyznawania ulg   upoważnione były urzędy rozjemcze, powołane do życia ustawą z 1933 r.  o urzędach rozjemczych do spraw majątków gospodarstw  wiejskich.   
Urzędy rozjemcze działały przy urzędach wojewódzkich, które rozpatrywały sprawy majątkowe większych gospodarstw rolnych (powyżej 50).   
Przy powiatowych związkach komunalnych działały powiatowe urzędy rozjemcze, które rozpatrywały  sprawy majątkowe mniejszych gospodarstw rolnych (poniżej 50 ha).  
Dla przeprowadzenia akcji oddłużeniowej i konwersyjnej powołane zostały:
- Centralne Biuro do spraw Finansowo-Rolnych podlegające Ministrowi Rolnictwa i Reform Rolnych;
- biura wojewódzkie.